# Бернет, Дэвид
Дэвид Бернет (англ. David Burnet; 4 апреля 1788 — 5 декабря 1870) — политический деятель Республики Техас и США. 

## Биография
Родился 14 апреля 1788 года в городе Ньюарк, штат Нью-Джерси, в семье Уильяма и Гертруды Бернет, где был самым младшим из 8 детей. После смерти родителей заботу о нем взял на себя старший брат. В возрасте 17 лет Дэвид устроился работать в бухгалтерскую фирму Robinson and Hartshorne в Нью-Йорке. После переезда в Луизиану заболел туберкулезом, избежал смерти благодаря помощи местных индейцев-команчей. Затем изучал юриспруденцию в Цинциннати, штат Огайо. В 1831 году женился в Нью-Йорке и вместе с женой переехал жить в Техас, купив оборудование для обустройства лесопилки. Однако по дороге большая часть оборудования была потеряна, и по приезде в Техас Дэвид Бернет занялся торговлей земельными участками. В 1836 году исполнял обязанности временного президента Техаса, с 1839 по 1841 год занимал должность  вице-президента Республики Техас. После присоединения Техаса к США был государственным секретарем штата (с 1846 по 1848 год). Скончался 5 декабря 1870 года.

## Память
В 1852 году в честь Дэвида Бернета был назван округ в штате Техас. В 1936 году в городе Кларксвилле был установлен памятник Дэвиду Бернету.